# Гонсало Торенте Балестер
Гонсало Торенте Балестер (на испански: Gonzalo Torrente Ballester) е испански журналист, театрален критик, драматург, сценарист и писател на произведения в жанра социална драма, публицистика и документалистика.

## Биография и творчество
Гонсало Торенте Балестер е роден на 13 юни 1910 г. в Серантес, Ферол, Испания. Завършва средното си образование в Ла Коруня. През 1921 г. заради късогледство не може да започне военна кариера във флота, като баща си. Следва в университетите в Сантяго де Компостела и в Овиедо, където учи право. Започва журналистическата си дейност във вестник в Овиедо и прави първите си контакти с литературния авангард. През 1928 г. отива във Виго, а през 1929 г. се установява в Мадрид, където посещава лекциите на Рамон дел Валие-Инклан и започва да изучава философия и литература. Започва да работи за анархисткия вестник „Земята“ до спирането му през 1930 г., след което се завръща във Ферол.
През 1931 г. се премества със семейството си в Буеу. През 1932 г. се жени за Жозефина Малвидо, с която има 4 деца. След престой във Валенсия се завръща в Галисия заради астмата на съпругата си. През 1933 г. се установява във Ферол и работи в Академия Рапариз, където преподава граматика, латински и история по шестнадесет часа на ден. Включва се в Галисийската националистическа политическа партия и работи като неин местен секретар. Следва история в университета в Сантяго де Компостела, като завършва през 1936 г. След дипломирането си работи като асистент в университета по специалността древна история.
Преди избухването на гражданската война в Испания пътува до Париж с намерението да напише докторската си дисертация, но там е изненадан от държавния преврат от 18 юли 1936 г. и се връща, за да бъде със семейството си. Присъединява се към фалангата, среща се с фалангистки интелектуалци от Бургоската група и сътрудничи на фалангисткия вестник редактиран в Памплона. През 1938 г. отива в Бургос, където пише първата си пиеса „Пътуването на младия Тобиас“. През 1939 г. отново е асистент в университета в Сантяго. Печели награда за пиесата си „Измамният брак“. През 1941 г. участва в основаването на списание Escorial, заедно с други от Бургоската група. През 1942 г. се премества във Ферол, където започва да преподава в института Консепсион Аренал и продължава да пише пиеси.
Първият му роман „Хавиер Марино. История за една промяна“ е издаден през 1943 г., но е спрян от правителствената цензура 20 дни след публикацията му. През 1946 г. е публикувана комедийната му пиеса „Завръщането на Одисей“ и романът „Превратът на Гуадалупе Лимон“. През 1947 г. той се премества в Мадрид като преподавател във Военноморския колеж, където работи до 1962 г. През 1948 г. започва да пише като театрален критик, а през 1949 г. като сценарист. През 1957 г. е издаден първия му роман „Господарят пристига“ от трилогията му „Радостите и сенките“, едно от основните произведения на испанската литература на ХХ век..През 1959 г. за нея получава наградата за роман от фондация „Хуан Марш“. През 1982 г. трилогията е екранизирана в успешния едноименен телевизионен сериал.
През януари 1958 г. умира съпругата му Хосефина Малвидо. През 1959 г. той пътува до Майорка, където пише втората част на трилогията, „Където въздухът се върти“. През януари 1960 г. се среща с Мария Фернанда Санчес, с която пътува до Париж и Германия и се жени за нея. Двамата имат три деца.
През 1962 г. той подписва манифест в защита на стачкуващите астурийски миньори, което му коства загубата на работата му във Военноморския колеж и сътрудничеството му като театрален критик. През 1962 г. е публикувана и третата част от трилогията му, „Тъжен Великден“. Борбата му с цензурата го обезсърчава и той се занимава предимно с преводи. Участва в Конгреса на писателите в Мадрид.
През 1964 г. отново е назначен като учител в Понтеведра. През този период започва сътрудничеството си във „Фаро де Виго“ с колона, озаглавена „Бавно“ (на галисийски). През 1966 г. отива със семейството си в САЩ и преподава в Държавния университет на щат Ню Йорк в Олбани. През 1970 г., след смъртта на майка му, се завръща в Испания и е назначен в института „Оркаситас“ в Мадрид.
През 1971 г. се завръща временно в Олбани и завършва емблематичния си роман „Сага/фуга на Х. Б.“, един от класическите испански романи на ХХ век. Романът е публикуван през 1972 г. В историята, написана в духа на магическия реализъм, в легендарен средновековен град се оказват група несретници, които се сблъскват с тайни общества, заговори, предателства и мистерии, и те трябва да прекрачат границите на пространството и времето, ако искат да оцелеят. Романът е пропит с ирония и носталгия по средновековното творчество, където реалността и въображението се сливат. Романът получава наградата на критиците и наградата на град Барселона.
През 1973 г. напуска преподавателската си дейност в САЩ и назначен в института La Guía във Виго. Пише като колумнист рубриката „Тетрадките на Римлянина“ във вестник „Информационе“. През 1975 г. е избран за член на Кралската испанска академия. През 1975 г. се премества в Саламанка, където преподава в института „Торес Вилароел“ до 1980 г. През тези години събира около себе си културния живот на университетския град и е чест посетител на литературното кафене на Главния площад, където впоследствие е поставена негова статуя.
В този плодовит за творчеството му период получава наградата на критиката за романа „Фрагменти от Апокалипсиса“ от 1977 г. и националната награда за литература за романа „Островът на отсечените зюмбюли“ от 1980 г. През 1982 г. получава наградата на Принца на Астурия (кралската награда) за цялостно творчество. През 1983 г. е обявен за почетен гражданин на Ферол, а през 1984 г. – на Саламанка. През 1985 г. за цялостно творчество получава наградата за литература „Мигел де Сервантес“, както и наградата за цялостно творчество на фондация „Педро Барие де ла Маза“. През 1986 г. прави пътувания в Холандия, Дания и Аржентина като лектор. През 1987 г. получава отличието „доктор хонорис кауза“ от университета на Саламанка, а 1988 г. от университета в Сантяго де Компостела и от Университета на Бургундия в Дижон. Получава и отличието почетен рицар на изкуствата и литературата на Република Франция. За романа си „Филомено, за мое съжаление“ от 1988 г. получава награда „Планета“. През 1989 г. Провинциалният съвет на Ла Коруня учредява на негово име награда за разказ. През 1990 г. получава наградата „Златна книга“ от Конфедерацията на испанските книжари и е награден със Златен медал за културни заслуги на Сантяго де Компостела. През 1991 г. по романа му от 1989 г., „Хроника на онемелия крал“, е екранизиран едноименния филм, който печели осем награди „Гоя“ от Испанската филмова академия. През 1992 г. пътува до Куба, където се среща с Фидел Кастро, открива катедрата по галисийска култура в Университета на Хавана и е обявен за доктор хонорис кауза на университета. През 1994 г. получава наградата за роман „Азорин“ за романа „Романът на Пепе Ансурес“, сатира на провинциалните литературни среди. През 1996 г. получава литературната награда „Кастилия и Леон“, а през 1997 г. наградата „Розалия де Кастро“. През 1998 г. получава отличието Рицар на Ордена на Сантяго де ла Еспада, най-високото отличие за изкуство на Република Португалия.
Гонсало Торенте Балестер умира на 27 януари 1999 г. в Саламанка. След смъртта му, на негово име е учредена фондация, която да пази и популяризира творчеството му.

## Произведения

### Самостоятелни романи
- Javier Mariño. Historia de una conversión (1943)[2]
- El golpe de estado de Guadalupe Limón (1946)
- Ifigenia (1949)
- Don Juan (1963)
- Off-side (1969)
- La saga/fuga de J. B. (1972) – награда на град Барселона и награда на критиците през 1972 г.[4]
Сага/фуга на Х. Б., изд.: ИК „Гутенберг“, София (2021), прев. Николай Тодоров
- Fragmentos de Apocalipsis (1977) – награда на критиката
- La Isla de los Jacintos Cortados (1980) – национална награда за литература
- Dafne y ensueños (1982)
- La Princesa Durmiente va a la escuela (1983)
- Quizá nos lleve el viento al infinito (1984)
- La rosa de los vientos (1985)
- Yo no soy yo, evidentemente (1987)
- Filomeno, a mi pesar (1988) – награда „Планета“[4]
- Crónica del rey pasmado (1989)
- Las islas extraordinarias (1991)
- La muerte del decano (1992)
- El Hostal de los Dioses amables (1993)
- La novela de Pepe Ansúrez (1994) – награда „Азорин“
- La boda de Chon Recalde (1995)
- Los años indecisos (1997)
- Doménica (1999)

### Поредица „Радостите и сенките“ (Los gozos y las sombras)
1. El señor llega (1957) – награда за роман от фондация „Хуан Марш“[2][3]
2. Donde da la vuelta el aire (1960)
3. La Pascua triste (1962)

### Пиеси
- El viaje del joven Tobías (1938)[2]
- El casamiento engañoso (1939)
- Lope de Aguirre (1941)
- República Barataria (1942)
- El retorno de Ulises (1946)
- Atardecer de Longwood (1950)

### Документалистика
- Panorama de la literatura española contemporánea (1956)[2]
- Teatro español contemporáneo (1957)
- Siete ensayos y una farsa (1972)
- El Quijote como juego (1975)
- Los cuadernos de un vate vago (1982)
- Diarios de trabajo 1942 – 1947 (1982)
- Mi fuero interno (2011)

### Екранизации
- Llegada de noche (1949) – диалог
- Surcos (1951) – адаптация
- El cerco del diablo (1952) – адаптация
- Rebeldía (1954)
- Los gozos y las sombras (1982) – тв сериал, 13 епизода
- El rey pasmado (1991) – по Crónica del rey pasmado